# Lasiochernes
Genre
Lasiochernes est un genre de pseudoscorpions de la famille des Chernetidae.

## Distribution
Les espèces de ce genre se rencontrent en Europe, en Turquie, en Israël et au Congo-Kinshasa.

## Liste des espèces
Selon Pseudoscorpions of the World (version 3.0) :
- Lasiochernes anatolicus Beier, 1963
- Lasiochernes congicus Beier, 1959
- Lasiochernes cretonatus Henderickx, 1998
- Lasiochernes graecus Beier, 1963
- Lasiochernes jonicus (Beier, 1929)
- Lasiochernes pilosus (Ellingsen, 1910)
- Lasiochernes punctiger Beier, 1959
- Lasiochernes siculus Beier, 1961
- Lasiochernes turcicus Beier, 1949
- Lasiochernes villosus Beier, 1957

et décrites depuis :
- Lasiochernes jalzici Hlebec & Harvey, 2024
- Lasiochernes marinae Hlebec & Harvey, 2024
- Lasiochernes pavlekae Hlebec & Harvey, 2024

## Systématique et taxinomie
Ce genre a été décrit par Beier en 1932 dans les Chernetidae.

## Publication originale
- Beier, 1932 : « Pseudoscorpionidea II. Subord. C. Cheliferinea. » Tierreich, vol. 58, p. 1-294.